# Hiroshi Nishihara
Hiroshi Nishihara (西 原 寛 [に し は ら ひ ろ し]), född 21 maj 1955, är professor och prefekt för institutionen för kemi vid Tokyos universitet i Japan. Han leder forskningsgruppen i oorganisk kemi och är en framstående forskare och pionjär inom syntes och elektrokemi av ledande metallkomplexpolymerer.
Hans forskning är främst inriktad på att skapa nya elektro- och fotofunktionella material innefattande övergångsmetaller och π-konjugerade kedjor, samt utveckling av enkelriktade molekylära elektronöverföringssystem. Han är för närvarande vice ordförande för japans elektrokemiska sällskap, och japans regionala företrädare för International Society of Electrochemistry (ISE).

## Utbildning och karriär
- 1977 B.Sc. (Kemi), Tokyos universitet
- 1982 D.Sc. (Kemi), Tokyos universitet (professor Yukiyoshi Sasaki)
- 1982-1990 Forskare, fakulteten för teknik och naturvetenskap, Keio University (professor Kunitsugu Aramaki)
- 1987-1989 Gästforskare, University of North Carolina i Chapel Hill (professor Royce W. Murray)
- 1990 Föreläsare, fakulteten för teknik och naturvetenskap, Keio University
- 1992 Docent, fakulteten för teknik och naturvetenskap, Keio University (Interface kemi)
- 1993-1996 Forskare, PRESTO, Japan Science and Technology Agency (Research Handledare: Prof. K. Honda)
- 1996- Professor, Institutionen för kemi, School of Science, Tokyos unievristet (oorganisk kemi)

## Forskningsområden
Koordinationskemi, Organometallisk kemi, Elektrokemi, Fotokemi, Nanomaterial

## Priser och utmärkelser
- 1994 Young Scholar lectorship, The Chemical Society of Japan
- 2003 Chemical Society of Japan, pris för kreativt arbete för 2002
- 2005 Lektorat från Université de Bordeaux
- 2009 Professur vid Strasbourgs universitet
- 2011 Docteur Honoris Causa från Université de Bordeaux
- 2012 Föreläste vid distinguished lecture Series i Hong Kong Baptist University och tilldelades lektorat.
- 2014 Fellow för Royal Society of Chemistry
- 2014 Japans ministerium för utbildning, kultur, sport, vetenskap och teknik (MEXT) pris för vetenskap och teknik 2014